# Torslandarevyn
Torslandarevyn drivs av den ideella föreningen Torslanda Kulturförening och sätter varje år upp en revy på Kulturhuset Vingen i Amhult, Torslanda.
Föreningen startades 20 mars 2014.
Revyn är Göteborgs enda lokalrevy och skiljer sig från landets andra lokalrevyer genom att man under första akten har en sammanhållen fars och i andra akten spelar fria, klassiska revynummer.
Föreningen har cirka 50 medlemmar som arbetar ideellt inom olika områden, såsom textförfattare, skådespelare, ljus-, ljud, scenteknik, scenarbete och publikvärdskap.
Torslandarevyn är medlem i Lokalrevyer i Sverige – en sammanslutning med mer än 200 lokalrevyer i Sverige.
2024 mottog Torslandarevyn det mycket ärofyllda Bosse Parneviksstipendiet.. Samma år på Stalldrängarna och Stallfåglarnas “Julhavre” i Stockholm den 8 december mottog revyn även Laila Westersunds stipendium.